# Luc Le Mercier
Luc Le Mercier est un peintre et sculpteur français, né à Lanester dans le Morbihan en 1949. Il est spécialisé en œuvres d'art sculptées en acier, en tubes ronds, souvent monumentales.

## Biographie
Luc Le Mercier étudie le dessin dans un cabinet d'architecte, et obtient en 1972 un diplôme d'architecte diplômé par le gouvernement. Pendant une dizaine d'années, il restaure monuments, mobiliers et œuvres anciennes, notamment pour les monuments historiques. 
En 1983, il se remet au dessin et à la peinture, produisant des tableaux à l'occasion du bicentenaire de la Révolution ou encore pour les Jeux Olympiques de Barcelone.
La décennie 1990 le voit s'orienter de façon définitive vers ce qui est sa marque de fabrique, les tuyaux de fer, qu'il travaille de diverses façons, avec des influences africaines, de l'Egypte antique ou de la Grèce classique. Il côtoie César, avec qui il expose au Cap d'Antibes, ou encore Arman et Sosno. Il partage d'ailleurs avec le célèbre sculpteur une dimension autodidacte dans sa formation. Son atelier est alors installé à Biot, commune à laquelle il offre une sculpture nommée la mariée, en 2007. Cette même décennie voit la production de la monumentale sculpture trois mineurs d'acier, pour la ville d'Hayange, symbole de l'activité métallurgique de la ville au XXe siècle. C'est une sculpture de 14 tonnes, avec des personnages de 6,5 mètres de hauteur.
Il eut pour client Michel Pastor et Johnny Hallyday.
En avril 2019, Luc Le Mercier réalise une performance artistique aux bénéfices de l'Institut Bergonié de Bordeaux : pendant que le comédien bordelais Eric Sanson lit des extraits de ses pièces de théâtre évoquant le vin et ses plaisirs, il réalise en direct une toile de 2x2 mètres. Le tableau est ensuite vendu pour la lutte contre le cancer.
Il réside actuellement à Pont-l'Abbé, dans le Finistère.

## Œuvres

### Sculptures
- Trois mineurs d'acier, 14 tonnes, Hayange, 2007
- La mariée, Biot, 2009
- Le sonneur, 2007

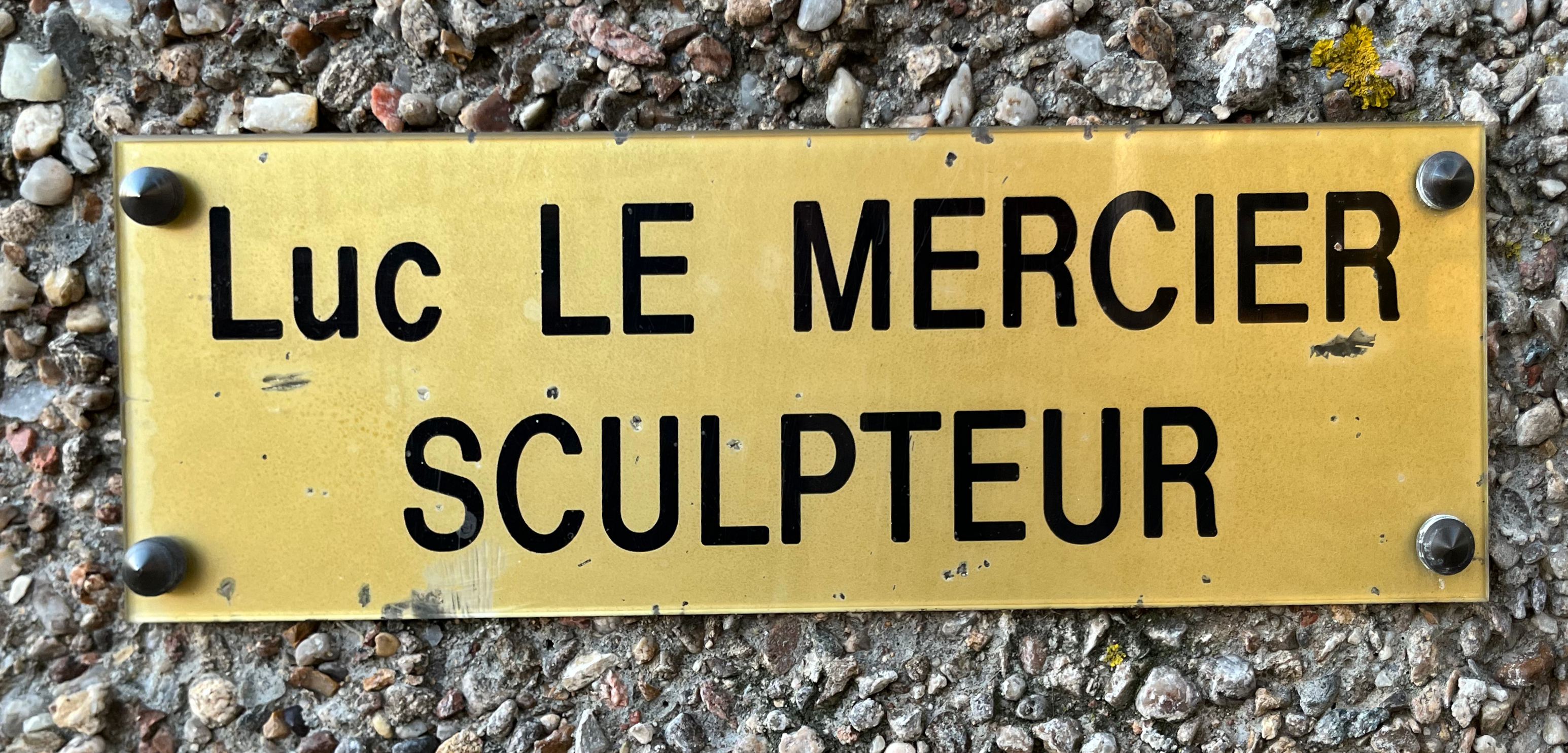
Plaque Luc Le Mercier à l'hôtel Plaza.

- Hôtel Plaza du Futuroscope à Chasseneuil-du-Poitou
- Casino Palm Beach de Cannes

### Autres
- Sac Chanel en métal

## Citations
« Il m'a fallu plusieurs années pour être reconnu comme artiste par l'administration, c'est-à-dire un professionnel vivant de son art. Mais cela reste extrêmement difficile. Du reste, les artistes ont toujours eu des problèmes à vivre de leur activité, à exposer leurs œuvres. Il n'y a pas de place pour tout le monde. »

« Je possède l'expression, mais non l'explication de mon art, et à toi de ressentir ce qu'il t'envoie. »

« J'aime le fer… et sa rouille, elle est le passé, elle s’empare de présent et elle attend le futur. Elle m'enchante par ses couleurs et me fait vibrer. »

## Divers
Il est membre de l'Académie européenne des sciences, des arts et des lettres.
Il a été sonneur de cornemuse au Bagad de Lann Bihoué lors de son service militaire, et champion du monde de catamaran.